# Phú Mỡ
Phú Mỡ là một xã thuộc tỉnh Đắk Lắk, Việt Nam.
Xã Phú Mỡ có diện tích 439,7 km², dân số năm 1999 là 2464 người, mật độ dân số đạt 6 người/km².

## Hành chính
Xã Phú Mỡ được chia thành 5 thôn: Phú Hải, Phú Đồng, Phú Lợi, Phú Giang, Phú Tiến.